# Luke Bezzina
Luke Bezzina (7 maggio 1995) è un velocista maltese.
Dopo aver esordito internazionalmente nel 2013 in circuiti regionali e giovanili, Bezzina ha avuto la possibilità di prendere parte ai Giochi olimpici di Rio de Janeiro 2016, dopo la squalifica del connazionale Kevin Moore per doping, non andando oltre la fase preliminare.

## Palmarès
| Anno | Manifestazione                    | Sede             | Evento      | Risultato   | Prestazione | Note |
| ---- | --------------------------------- | ---------------- | ----------- | ----------- | ----------- | ---- |
| 2013 | Giochi piccoli stati europei      | Lussemburgo      | 100 m piani | 4º          | 10"98       |      |
| 2013 | Giochi piccoli stati europei      | Lussemburgo      | 200 m piani | Batteria    | dq          |      |
| 2013 | Giochi piccoli stati europei      | Lussemburgo      | 4×100 m     | Bronzo      | 41"91       |      |
| 2013 | Europei U20                       | Rieti            | 800 m piani | Batteria    | 11"18       |      |
| 2015 | Universiadi                       | Gwangju          | 100 m piani | Batteria    | 11"07       |      |
| 2015 | Universiadi                       | Gwangju          | 200 m piani | Batteria    | 22"59       |      |
| 2016 | Campionati del Mediterraneo U23   | Tunisi           | 100 m piani | Finale      | dq          |      |
| 2016 | Campionati del Mediterraneo U23   | Tunisi           | 200 m piani | Batteria    | 22"40       |      |
| 2016 | Giochi olimpici                   | Rio de Janeiro   | 100 m piani | Preliminare | 11"04       |      |
| 2017 | Europei indoor                    | Belgrado         | 60 m piani  | Batteria    | 7"02        |      |
| 2017 | Giochi piccoli stati europei      | Serravalle       | 100 m piani | 4º          | 10"90       |      |
| 2017 | Giochi piccoli stati europei      | Serravalle       | 200 m piani | 6º          | 22"34       |      |
| 2017 | Europei U23                       | Bydgoszcz        | 100 m piani | Batteria    | 10"88       |      |
| 2017 | Europei U23                       | Bydgoszcz        | 200 m piani | Batteria    | 22"19       |      |
| 2025 | Giochi dei piccoli stati d'Europa | Andorra La Vella | 4x100 m     | Argento     | 41"13       |      |